# Prawo cywilne
Prawo cywilne (łac. ius civile) – gałąź prawa obejmująca zespół norm prawnych regulujących stosunki między podmiotami prawa prywatnego, stanowiąca zarazem trzon prawa prywatnego.
Normy prawa cywilnego wyróżniają się spośród innych norm prawnych tym, że regulują stosunki między autonomicznymi podmiotami. Oznacza to, że nie występuje charakterystyczny dla prawa publicznego stosunek podporządkowania jednego podmiotu innemu podmiotowi. Ze stosunków cywilnoprawnych wynika zasada autonomiczności podmiotów, która oznacza, że samodzielnie kształtują one relacje między sobą. Normy prawa cywilnego wyznaczają tylko ogólne granice autonomii podmiotów, uwzględniając interes powszechny.

## Prawo polskie
Podstawowym źródłem prawa cywilnego jest Kodeks cywilny – ustawa z 23 kwietnia 1964 roku (Dz.U. z 1964 r. nr 16, poz. 93), obowiązująca od 1 stycznia 1965. Jego art. 1 stanowi, że kodeks cywilny „reguluje stosunki cywilnoprawne”. Obecna (stan prawny na 1 października 2023 r.) wersja Jednolitego Tekstu Kodeksu Cywilnego została ogłoszona w Dzienniku Ustaw z 2023 roku pod numerem 1610 (Dz.U. z 2023 r. poz. 1610), uwzględniając późniejsze modyfikacje.
Przyjmuje się, że według prawa polskiego prawo cywilne reguluje stosunki między osobami fizycznymi, osobami prawnymi oraz jednostkami organizacyjnymi niebędącymi osobami prawnymi, którym ustawy przyznały zdolność prawną, a także sytuację prawną osób i rzeczy jako podmiotów i przedmiotów stosunków cywilnoprawnych oraz treść stosunków prawnych, na którą składają się uprawnienia i obowiązki podmiotów tych stosunków.

## Działy
Prawo cywilne dzieli się na wiele podgałęzi. Specyficzną pozycję mają prawo pracy, prawo własności intelektualnej i prawo handlowe, które wyodrębniły się z prawa cywilnego, zachowując jednak wiele z jego cech.
We właściwym, klasycznym prawie cywilnym wyodrębnia się następujące działy:
- część ogólną – regulujące zagadnienia wspólne dla całego prawa cywilnego;
- prawo rzeczowe – odnoszące się przede wszystkim do rzeczy;
- prawo zobowiązań – zawierające normy prawa majątkowego o charakterze względnym;
- prawo spadkowe – zawierające normy prawa dotyczące przejścia praw majątkowych po zmarłym na inne podmioty prawa;
- prawo rodzinne – normujące stosunki prawnorodzinne i majątkowe wewnątrz rodziny.

Podział ten, wzorowany na systematyce pandektowej wywodzącej się z późnego prawa rzymskiego, nie jest poprawny z logicznego punktu widzenia, dokonano go bowiem wedle różnych kryteriów. W praktyce okazał się on jednak najskuteczniejszy.
Oprócz tego istnieje wiele węższych gałęzi prawa (np. prawo wodne, prawo górnicze), które zazwyczaj łączą cywilnoprawną i administracyjną metodę regulacji.
Zespół norm, które określają prawo którego państwa jest właściwe dla oceny międzynarodowych stosunków osobistych w zakresie prawa cywilnego, tworzy dział zwany prawem prywatnym międzynarodowym.